# Humanitarismo
El humanitarismo constituye una ideología axiomática centrada en la primacía de la vida humana, en la que los individuos adoptan una praxis benevolente orientada hacia la mitigación del sufrimiento y la mejora de las condiciones socioculturales de la humanidad, fundamentada en imperativos morales, altruistas y emocionales.
En términos más simples, el humanitarismo es una idea que pone el valor de la vida humana como lo más importante. Implica que las personas actúan con bondad y ayudan a los demás para aliviar el sufrimiento y mejorar sus condiciones de vida, guiadas por principios éticos y desinteresados.
Un componente central de esta ideología radica en la asistencia de emergencia voluntaria, la cual se solapa con la advocación por los derechos humanos, las intervenciones estatales, la cooperación al desarrollo y la filantropía doméstica. Entre los problemas fundamentales que surgen en este marco, destacan la interrelación con las creencias religiosas, la motivación subyacente a la ayuda (que oscila entre el altruismo desinteresado, la afinidad por el mercado, el control social, el imperialismo y el neocolonialismo), así como las dinámicas de género y de clase social, y el accionar de las agencias humanitarias. El agente ejecutor de tales iniciativas es denominado humanitario.
Aunque el humanitarismo a nivel local y nacional posee un linaje histórico documentado desde épocas remotas, los eruditos en relaciones internacionales suelen datar el surgimiento de los impulsos humanitarios globales en el siglo XIX. La constitución de la Cruz Roja Internacional en 1863 se considera un hito fundacional en la expansión del humanitarismo a escala global. A lo largo del tiempo, el alcance del humanitarismo se ha ampliado, en concomitancia con las mutantes concepciones sobre quién es considerado «humano» y qué vidas son dignas de ser salvadas.

## Una ideología informal
El Humanitarismo es una ideología de práctica informal que se practica con el trato humano y al prestar asistencia a los demás, su doctrina es que tenemos el deber de promover el bienestar humano.
El Humanitarismo se basa en la opinión de que todos los seres humanos merecen respeto y dignidad y deben tratarse como tales. Por lo tanto, los trabajadores humanitarios trabajan en pro de la promoción del bienestar de la humanidad en su conjunto. Es la antítesis del "nosotros versus ellos" mentalidad que caracteriza al tribalismo y el nacionalismo étnico. Los Humanitarios detestan la esclavitud, la violación de los derechos fundamentales y los derechos humanos, y la discriminación sobre la base de características como el color de la piel, religión, ascendencia, lugar de nacimiento, etc
El Humanitarismo impulsa a la gente a salvar vidas, aliviar el sufrimiento y promover la dignidad humana en desastres naturales o provocados por la mano del hombre. El Humanitarismo acepta personas y movimientos de todo el espectro político. Esta informal ideología puede resumirse en una cita de Albert Schweitzer: "El Humanitarismo consiste en no sacrificar jamás a un ser humano por un objeto."

## Una doctrina universal
Jean Pictet, en su comentario en el libro “Los Principios Fundamentales de la Cruz Roja” señala las características universales del humanismo:
En el conocimiento del principio de la humanidad está en la esencia de la moralidad social, que puede resumirse en una sola frase, todas las cosas que quieran que los hombres hagan con ustedes, así también hagan ustedes con ellos. Este precepto fundamental se puede encontrar, en forma casi idéntica, en todas las grandes religiones, Brahminism, el budismo, el cristianismo, el confucianismo, el islam, el judaísmo y el Taoísmo. También es la regla de oro de los positivistas, que no comprometen a ninguna religión, sino solo a los datos de la experiencia, en el nombre de la razón por sí sola.

## Ejemplos históricos
Históricamente, el humanitarismo fue visto públicamente en las reformas sociales de las finales de 1800 y principios de 1900, tras la crisis económica de la Revolución Industrial en Inglaterra. Muchas de las mujeres en Gran Bretaña que han participado con el feminismo durante el 1900 también impulsó el humanitarismo. Las horas atroces y las condiciones de trabajo de los niños y los trabajadores no calificados se hicieron ilegales por presión en el Parlamento por los humanitarios. La Fábrica de la Ley de 1833 y la Ley de 1844 de fábrica fueron algunos de los más importantes humanitaria de los proyectos de ley aprobados en el Parlamento a raíz de la Revolución Industrial.
A mediados del siglo XIX, el humanitarismo es fundamental para la labor de Florence Nightingale y Henry Dunant en la respuesta de emergencia y en este último caso llevó a la fundación de la Cruz Roja.

## Respuesta de emergencia
Hoy en día, el humanitarismo es especialmente usado para describir el pensamiento y las doctrinas detrás de la respuesta de emer gencia a las crisis humanitarias. En estos casos se aboga por una respuesta humanitaria basado en los principios humanitarios, en particular el principio de la humanidad. Nicolás de Torrente, director ejecutivo de Médicos Sin Fronteras en EE. UU. escribe:
"Los principios más importantes de la acción humanitaria son la humanidad, que postula la convicción de que todas las personas tienen la misma dignidad en virtud de su pertenencia a la humanidad, la imparcialidad, la que se encarga de que se presta la asistencia basada únicamente en la necesidad, sin discriminación entre los beneficiarios, la neutralidad, que Se estipula que las organizaciones humanitarias deben abstenerse de tomar parte en las hostilidades o la adopción de medidas ventaja de que una de las partes del conflicto sobre otra, y la independencia, que es necesaria para garantizar que la acción humanitaria solo sirve a los intereses de las víctimas de la guerra, y no políticas, religiosas, u otros programas.
"Estos principios fundamentales servir a dos propósitos esenciales. Son la expresión de la acción humanitaria solamente la finalidad de aliviar el sufrimiento, sin condiciones y sin ningún motivo ulterior. También sirven como herramientas operativas que ayudan a obtener el consentimiento de los beligerantes y la confianza de las comunidades De la presencia y actividades de las organizaciones humanitarias, en particular en contextos de gran inestabilidad.